# زورا کرووا
زورا کِـرووا (چکی: Zora Kerova؛ زادهٔ ۱۱ اوت ۱۹۵۰) بازیگر، هنرمند رقص، خواننده و مدل اهل جمهوری چک است.
از فیلم‌ها یا برنامه‌های تلویزیونی که وی در آن نقش داشته‌است، می‌توان به آدم‌خوار، رستاخیز اشاره کرد.